# مرغ باران کردمادک
مرغ باران کردمادک (نام علمی: Pterodroma neglecta) نام یک گونه از سرده مرغ باران خرمگسی است.